# Bistum Todi
Das in Italien gelegene ehemalige Bistum Todi wurde im 2. Jahrhundert begründet und zählte 1950 63.000 Katholiken in 98 Pfarreien mit 77 Diözesanpriestern, 36 Ordenspriestern und 116 Ordensschwestern. Bis 1980 sank die Zahl der Katholiken auf 53.600 in 102 Pfarreien mit 60 Diözesan-, 46 Ordenspriestern und 191 Ordensschwestern. Bischofssitz war der Dom von Todi.
Als es am 30. September 1986 mit dem Bistum Orvieto zum Bistum Orvieto-Todi vereinigt wurde, wurde das Bistum aufgelöst.